# Belosacris
Belosacris is een geslacht van rechtvleugeligen uit de familie veldsprinkhanen (Acrididae). De wetenschappelijke naam van dit geslacht is voor het eerst geldig gepubliceerd in 1961 door Rehn & Eades.

## Soorten
Het geslacht Belosacris omvat de volgende soorten:
- Belosacris coccineipes Bruner, 1906
- Belosacris stali Bruner, 1908